# Рок-табір
«Рок-табір»[джерело?] (англ. Camp Rock, також «Рок в літньому таборі», калька з російської — «Camp Rock: Музичні канікули») — американський комедійний молодіжний фільм 2008 року. Дата виходу — 20 червень 2008 року.

## Зміст
Друзі відправляють рокера Шейна в літній табір для дітей, захоплених музикою. Як їхній наставник, він повинен там зрадити своєму іміджу і звичкам і стати розсудливим. Крім турботи про дітей, йому буде чим зайнятися — герой зустрічає Мічі, яка має просто божественний голосом і мріє стати відомою співачкою.

## Ролі
| Актор                    | Роль                  |
| ------------------------ | --------------------- |
| Демі Ловато              | Мічі Торрес           |
| Джо Джонас               | Шейн Грей             |
| Нік Джонас               | Нейт Грей             |
| Кевін Джонас             | Джейсон Грей          |
| Марія Кеналс-Баррера     | Коні Торрес           |
| Елісон Стоунер           | Кейтлін Гелар         |
| Анна Марія Перес де Тагл | Елла Падор            |
| Меган Джетт Мартін       | Тесс Тайлер           |
| Деніел Фезерс            | Браун Цезаріо         |
| Джордан Френсіс          | Беррон Джеймс         |
| Рошон Фіган              | Сендер Лоуер          |
| Жасмин Річардс           | Маргарет «Пегі» Дюпрі |

## Саундтрек
| #     | Назва              | Recording Artist(s)                   | Тривалість |
| ----- | ------------------ | ------------------------------------- | ---------- |
| 1.    | «We Rock»          | Cast of Camp Rock                     | 3:12       |
| 2.    | «Play My Music»    | Jonas Brothers                        | 3:18       |
| 3.    | «Gotta Find You»   | Джо Джонас                            | 4:02       |
| 4.    | «Start the Party»  | Джордан Френсіс                       | 3:00       |
| 5.    | «Who Will I Be»    | Демі Ловато                           | 3:07       |
| 6.    | «This is Me»       | Демі Ловато, Джо Джонас               | 3:09       |
| 7.    | «Hasta La Vista»   | Джордан Френсіс, Рошон Фегалі,        | 2:37       |
| 8.    | «Here I Am»        | Жасмин Річардс                        | 3:46       |
| 9.    | «Too Cool»         | Меган Мартін                          | 2:52       |
| 10.   | «Our Time Is Here» | Демі Ловато, Аарон Дойл, Меган Мартін | 3:25       |
| 11.   | «2 Stars»          | Меган Мартін                          | 2:55       |
| 12.   | «What It Takes»    | Аарон Дойл                            | 2:42       |
| 39:26 |                    |                                       |            |

## Український дубляж
Фільм дубльовано студією «Le Doyen» на замовлення компанії «Disney Character Voices International».
- Перекладач — Сергій Ковальчук
- Режисер дубляжу — Іван Марченко
- Звукорежисер — Боб Шевяков
- Координатор дубляжу — Аліна Гаєвська

Ролі дублювали:
- Оксана Гринько — Мітчі Торрес
- Станіслав Мельник — Шейн Ґрей
- Ігор Гнєзділов — Браун Цессаріо
- Катерина Кістень — Конні Торрес
- Дарина Муращенко — Тесс
- Михайло Федорченко — Джейсон
- Олена Борозенець — Кейтлін Ґеллер
- Максим Запісочний — Нейт

та інші.